# Rafael de Micoleta
Rafael de Micoleta (Bilbao, 1611-?) fue un escritor y gramático.

## Biografía
Nació en la ciudad vizcaína de Bilbao el 19 de noviembre de 1611, hijo de Martín Rafael de Micoleta y María Ochoa de Lamudio. Escribió Modo Breve de aprender la lengua Vizcayna (1653) que no fue publicado hasta 1881. Fue uno de los primeros intentos de trabajar la gramática vascongada y está escrita en el habla de Bilbao. Es una obra de gran interés para el estudio del euskera de la época.